# Ingruentium malorum
Ingruentium malorum ( em inglês:  In the face of approaching evils ) é uma encíclica do Papa Pio XII sobre a recitação do rosário, emitida em 15 de setembro de 1951, Festa das Sete Dores da Virgem Maria. "É um apelo à intensificação das tradicionais devoções do Rosário de outubro, fazendo uma recomendação específica para a recitação familiar do Rosário, implorando a Nossa Senhora que obtenha paz para indivíduos, famílias, povos, nações e para a toda a Igreja no mundo."

## Conteúdo
A encíclica afirma que, desde o início de seu pontificado, o Papa Pio XII confiou à Mãe de Deus o destino da família humana. Seis anos após a Segunda Guerra Mundial, a harmonia fraterna entre as nações ainda não havia sido restabelecida. "Perseguição em muitas partes do mundo faz o sangue dos mártires fluir uma e outra vez". A encíclica declara que o Santo Rosário é o meio mais adequado e proveitoso para aprender sobre a própria fé: 
 Como é claramente sugerido pela própria origem dessa prática, mais celestial que humana, e isso por sua natureza. Que orações são mais adaptadas e mais belas que a oração do Senhor e a saudação angelical, que são as flores com as quais esta coroa mística é formada? Com a meditação dos Mistérios Sagrados somada às orações vocais, surge outra grande vantagem, de modo que todos, mesmo os mais simples e menos instruídos, têm nisso uma maneira rápida e fácil de nutrir e preservar sua própria fé. 
 O Papa argumenta a respeito do Rosário que a repetição de fórmulas idênticas tem um impacto positivo sobre aqueles que oram, dando-lhes confiança em Maria. "A recitação de fórmulas idênticas repetidas tantas vezes, em vez de tornar a oração estéril e chata, tem, pelo contrário, a qualidade admirável de infundir confiança naquele que ora e leva uma leve compulsão ao maternal Coração de Maria" .
Ele encoraja fortemente as famílias católicas a rezar o rosário juntos. A família que reza o Rosário se tornará um local de santidade, onde o Santo Rosário não será apenas a oração em particular, mas também se tornará uma escola de disciplina e virtude cristã. Como uma meditação sobre os Divinos Mistérios da Redenção, o Rosário ensina os adultos a viver, enquanto promove a admiração diária dos exemplos de Jesus e Maria, e a tirar desses exemplos o conforto na adversidade. 
 O costume da recitação familiar do Santo Rosário é um meio muito eficaz. Que visão agradável - muito agradável a Deus - quando, no fim das contas, o lar cristão ressoa com a frequente repetição de louvores em homenagem à Alta Rainha do Céu! O Rosário, recitado em família, reunia-se diante da imagem da Virgem, numa admirável união de corações, os pais e os filhos, que voltam do trabalho diário. Ele os une piedosamente com os ausentes e os mortos. Ela se une mais firmemente, em um doce vínculo de amor, com a Santíssima Virgem, que, como uma mãe amorosa, no círculo de seus filhos, estará lá dando-lhes uma abundância dos dons da concórdia e da paz familiar. 
 O Papa Pio XII deposita grande confiança no Santo Rosário para a cura de males que afligem os tempos. Ele afirma que, enquanto recita o Rosário, os católicos não devem esquecer aqueles que definham em campos de prisões, cadeias e campos de concentração. "Existem entre eles, como você sabe, também os Bispos demitidos dos seus apenas por terem heroicamente defendido os sagrados direitos de Deus e da Igreja. Há filhos, pais e mães, arrancados de suas casas e obrigados a levar vidas infelizes longe em terras desconhecidas e climas estranhos". O Papa transmite sua Bênção Apostólica a cada leitor e, em particular, aos que recitam o Santo Rosário durante o mês de outubro.